# Hypochaeris montana
Hypochaeris montana là một loài thực vật có hoa trong họ Cúc. Loài này được Hill mô tả khoa học đầu tiên.